# Svätá Mária
Svätá Mária es un municipio del distrito de Trebišov en la región de Košice, Eslovaquia, con una población estimada a final del año 2024 de 502 habitantes.
Se encuentra ubicado al este de la región, en la cuenca hidrográfica del río Ondava (afluente del río Bodrog que, a su vez, lo es del Tisza), y cerca de la frontera con la región de Prešov y Hungría.

## Demografía
| Año        | 1994 | 2004    | 2014    | 2024     |
| ---------- | ---- | ------- | ------- | -------- |
| Población  | 585  | 618     | 572     | 502      |
| Diferencia |      | +5,64 % | −7,44 % | −12,23 % |

| Año        | 2023 | 2024    |
| ---------- | ---- | ------- |
| Población  | 509  | 502     |
| Diferencia |      | −1,37 % |